# 栋多夫
栋多夫（德語：Donndorf，發音：[ˈdɔnˌdɔʁf]）是德国图林根州基夫霍伊瑟县曾经的一个市镇，面积11.54平方千米，2017年12月31日人口为783人。2019年1月1日，栋多夫与另外3个市镇合并为新市镇罗斯莱本-维厄。